# الأميرة ياقوت
الأميرة ياقوت (باليابانية: リボンの騎士) (بالإنجليزية: Princess knight)‏ هو من الأنمي قام بتأليفه تيزوكا أوسامو وهو مسلسل يتناول قصة أميرة صغيرة تدعى ياقوت، تحكي قصة مملكة الفضة في العصور الوسطى.

## قصة المسلسل
المسلسل يتناول قصه أميرة صغيرة لمملكة الفضة من ممالك القصص الخيالية. وتدور أحداث القصة في العصور الوسطى.
الأميرة ياقوت أو Sapphire كانت تتظاهر بأنها صبي وذلك لأسباب سياسية.
لها تابع ومساعد وهو مرزوق (أو تينك، تشوبيChoppy)
وهو في الحقيقة ملاك دائم النفخ للمزمار...
وسبب وجوده على الأرض هو لتصليح غلطة قد قام بها
ألا وهي أنه قد قام بأعطاء ياقوت قلبا ازرق قبل أن يعطيها زعيم الملائكة قلبا زهريا لتكون فتاة
لذا أٌرسل للأرض لأستعاده القلب الأزرق...
و لجعلها فتاة رقيقه...
ابن عم والدها لؤلؤ خان
هو شخص شرير يريد الأستيلاء على العرش الملكي، اسمه العربي لؤلؤ خان
أو الدوق دورالومون، 'Duke Duralumon'
و يريد أن يأخذ ابنه «زعتر» مكان ياقوت.
له تابع شرير أيضا وهو حمدان، (نيلون)
أو البارون نيلون Baron Nylon الذي يحاول جاهدا إثبات ان ياقوت فتاة
وأن الملك، والدها، قد خدع شعبه.. فقوانين المملكة تمنع تولي فتاة للحكم...
الأشخاص الذين يعرفون السر :
من يعرف سر ياقوت هم والدها ووالدتها، المربيه والمستشار والخادم الذي يضبط المواعيد دائما بساعته الرمليه...
في إحدى حلقات المسلسل ينجح الشرير في خطف الملك وفضح أمر ياقوت، فلقد تقرر تتويج ياقوت كخليفة لوالده المختفي
لكن الشريران يسقيان الملكة شراباً يجعلها تقول الحقيقة وتصرح بأن ياقوت فتاة وليس فتاً
و من ثم يقومان بإرسالها مع أمها لحصن خارج المدينة كسجناء...
بعد انتشار الظلم في البلاد، تتمكن ياقوت من الخروج خفيه والتنكر لمساعدة الشعب الفقير..
تتنكر ياقوت بزي الفارس الشبح..
فارس مقنع على حصان، يساعد البسطاء ويخرب المؤامرات ويرعب الشرير لؤلؤ خان...
وتستعيد ولدها وتعود مع والديها لقصرهم وبترحيب حار من الشعب..
يعلن الملك انه كان يكتب وثيقه لتغيير القانون ولقد خطفه زمرة القتلة وأتلفوا الوثيقة التي وجدت ياقوت مسودة لها..
المسلسل ليس مجرد مغامرات بل فيه رومانسيه أيضا حيث أن ياقوت تجتمع بأمير المملكة المجاورة (مملكه الذهب) فريد Franz أو Frank والذي يكون مشاكسا ومغيظا لها في البداية..
وهو دائم الاتهام لها بأنها فتاة، مما يغضبها وفي إحدى المرات يعطيها هديه.. وهي مرآة ويقول أن الفتيات يحبون المرايا لرؤيه انفسهم وللتجمل... هذا الأمر يدعوها لأن تصفعه...
في حفل تنكري يقوم جماعه من الناس بجر ياقوت وتلبيسها فستانا ووضع شعر مستعار على رأسها....
لا يعرف فريد أن هذه الفتاة هي أمير مملكة الفضة... يعجب بها ويراقصها لكنها تختفي...
المرآة تكون سببا في نجاة ياقوت من مؤامره لقتلها بسهم، وهذا السهم يضرب المرآة التي أخفتها ياقوت في صدرها بدلاً من أن يصيب قلبها...
يغادر فريد لمملكته لكنه يوصي ياقوت بالبحث له عن الفتاة ذات الشعر الكستنائي الطويل.. وبأخبارها أنه (فريد) يحبها......
ثم تتبادل ياقوت مع فريد رسائل الحب على أنها هي ذات الشعر الكستنائي... في البداية لا يعلم أن الأمير والأميرة شخص واحد...
و لاحقا يكون الفارس الشبح وسيطا بينه ووبين ياقوت، مما يجعله يكره الفارس الشبح ظناً منه بأن ياقوت تحبه...
مغامرات كثيره تخوضها ضد الأشرار الذين يريدون غزو مملكتها.. وهم جماعه اكس وزعيمهم المقنع الحديدي..
يساعد ياقوت بحار قرصان وهو كابتن بلود أو وليد
في النهاية ينتصر الخير...
يموت الشريران ومرزوق أيضا، في آخر معركة لياقوت وفريد لأستعادة مملكة الفضة من أيدي الأشرار وجماعة اكس...يموت مرزوق ويصعد مرة أخرى للسماء..
يعم السلام ويقام حفل زواج للأميرة والأمير..

## الشخصيات
أسماء الشخصيات مشتقه من أسماء معادن ومجوهرات ثمينة والشخصيات الشريرة مشتقة أسماؤها من المعادن الرخيصة المخلوطة..
لؤلؤ خان في الأصل يكون اسمه من الألمنيوم،
أما حمدان فاسمه من النايلون
مرزوق من الصفيح...
ياقوت.... من الياقوت الأزرق...
الأميرة ياقوت
مرزوق
الأمير فريد
الشرير لؤلؤ خان
حمدان الشرير

## وصلات خارجية
- الأميرة ياقوت على موقع ANN manga (الإنجليزية)